# Phaea turnbowi
Phaea turnbowi là một loài bọ cánh cứng trong họ Cerambycidae.